# Desarrollo prenatal
El desarrollo prenatal (también, desarrollo antenatal) es el proceso en el que un embrión o feto humano se gesta durante el embarazo, desde la fecundación hasta el nacimiento. Frecuentemente, los términos desarrollo fetal y embriología se utilizan en un sentido similar.[cita requerida]
Luego de la fecundación, comienza el proceso de la embriogénesis (las primeras etapas de desarrollo prenatal). Al finalizar la décima semana de edad gestacional, el embrión ha adquirido su forma básica, y el siguiente periodo es el del desarrollo fetal, cuando los órganos se desarrollan completamente. Esta etapa fetal se describe tanto tópica (por órgano) como cronológicamente (por tiempo) con los principales acontecimientos que se muestran durante la edad gestacional.[cita requerida]

Calendario semanal del desarrollo humano antes del embarazo y su relación con el momento del parto

## Fertilización e implantación

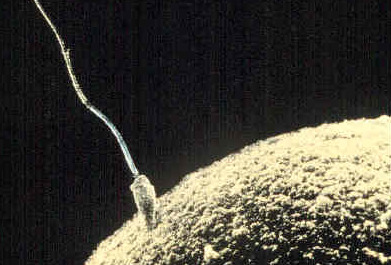
Un espermatozoide fecundando un óvulo.

Tras la relación sexual, solo un espermatozoide puede atravesar la membrana celular del óvulo, y así fecundarlo, mezclando su carga genética –procedente del hombre–, con la del óvulo, –procedente de la mujer–. La célula resultante de este proceso se llama cigoto y marca el comienzo del desarrollo de los seres humanos. El cigoto contiene toda la información genética necesaria –ADN– para que esta nueva célula evolucione hasta un niño recién nacido. El cigoto emplea los siguientes días para desplazarse hasta el útero, cruzando antes la trompa de Falopio, y dividiéndose por el camino.
El conjunto de células que ha formado el cigoto, se llama blastocisto, o blástula, y se encuentra dividido en dos grupos de células; uno, más externo, y otro más interno. El grupo interno se convertirá en el embrión, y el exterior, en la membrana que lo protegerá y nutrirá durante el embarazo.
El blastocisto llega al útero al quinto día tras la fecundación, y se implanta en la pared uterina, que ya está lista gracias al ciclo menstrual de la mujer. El blastocito se adhiere fuertemente a la pared uterina, y desde allí recibe los nutrientes que necesita para continuar su desarrollo, directamente desde el torrente sanguíneo de la mujer.

## Periodo embrionario

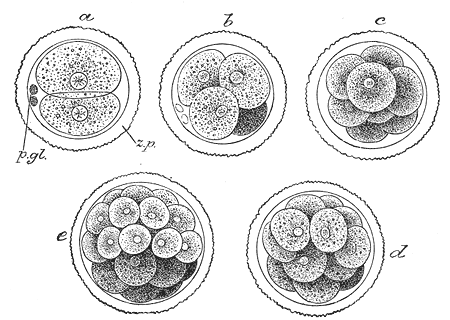
Desarrollo de la mórula previo a la implantación. La división de la primera célula fruto de la fecundación —el cigoto— da paso a la mórula a partir de las primeras mitosis celulares. La mórula se transformará en un conjunto de células denominado blastocisto o blástula que se adherirá a la pared del útero durante la segunda semana después de la fecundación —comienza la adhesión el 7º u 8º día y finaliza el día 14º— la implantación habrá finalizado.

Las células del embrión, inicialmente llamadas células madre totipotentes, se multiplican rápidamente, y comienzan a diferenciarse por funciones, diferencias que marcarán los distintos tipos de células humanas (sanguíneas, renales, nerviosas, etc.).
En el primer trimestre, el llamado, periodo embrionario, es cuando más susceptible es el embrión en desarrollo, a los posibles daños –alcohol, ciertos medicamentos, drogas estimulantes, infecciones, deficiencias nutricionales, radiografías o radioterapia entre otras–.

### Semana 1
- El óvulo fertilizado desciende por las trompas de Falopio y llega hasta el útero produciéndose la implantación del embrión humano, su refugio en los próximos meses.

### Semana 2
- Implantado en la mucosa uterina se divide en dos partes que darán lugar a la placenta y al feto.

### Semana 3
- El tubo digestivo comienza a desarrollarse.

### Semanas 4 a 5

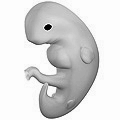
Embrión de cuatro semanas tras la fecundación.

- Las yemas o brotes de brazos y piernas se vuelven visibles
- El cerebro se desarrolla en 5 áreas y algunos nervios craneales son visibles
- Comienza el desarrollo de las estructuras del ojo y del oído
- Formación del tejido que se ha de convertir en las vértebras y algunos otros huesos
- Desarrollo posterior del corazón que ahora late a un ritmo regular
- Movimiento de sangre rudimentaria a través de los vasos mayores

### Semana 6
- Los brazos y las piernas se han alargado y se pueden distinguir las áreas de los pies y de las manos
- Las manos y los pies tienen dedos (dígitos), pero pueden aún estar adheridos por membranas
- El cerebro continúa formándose
- Comienza la formación de los pulmones

### Semana 7

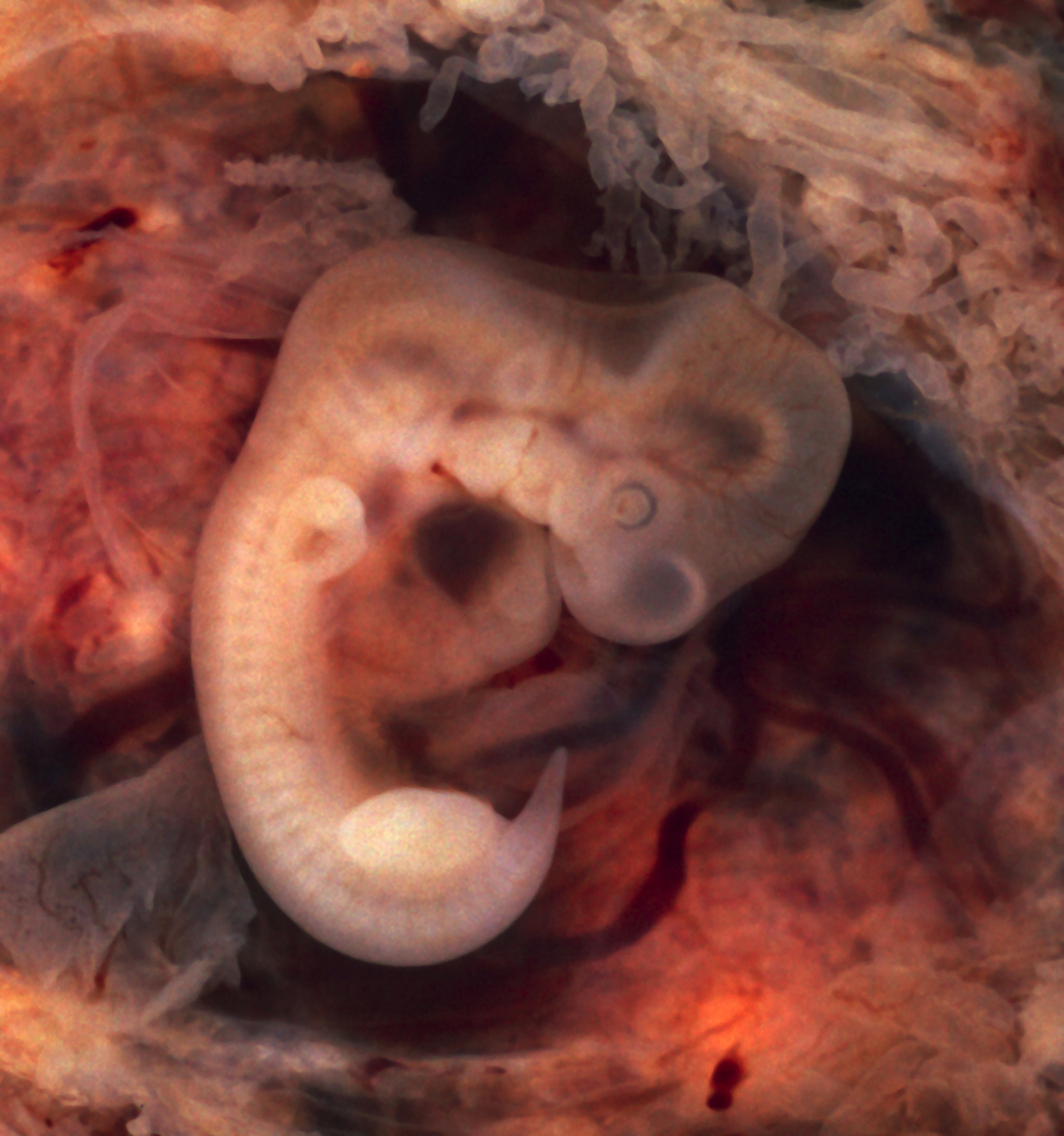
Embrión siete semanas, y diez milímetros, procedente de un embarazo ectópico aún en el oviducto.

- Se forman los pezones y folículos pilosos
- Los codos y los dedos de los pies son visibles
- Todos los órganos esenciales se han comenzado a formar.

### Semana 8

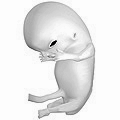
Embrión de 8 semanas de vida.

- Los párpados están más desarrollados
- Las características externas del oído comienzan a tomar su forma final.
- Continúa el desarrollo de las características faciales
- Los intestinos rotan.

## Desarrollo fetal
Esta etapa comienza desde el momento en que se ha completado la etapa embrionaria, y hasta que se produzca el parto. Durante la vida fetal no se forman órganos o tejidos nuevos, sino que se produce la maduración de los ya existentes. 
Al finalizar la décima semana de edad gestacional el embrión ha adquirido su forma básica y el siguiente período es el del desarrollo fetal, cuando los órganos se desarrollan completamente.

### Semanas 9 a 12
- Los párpados se cierran y no se vuelven a abrir casi hasta la semana 28.
- La cara está bien formada.
- Las extremidades son largas y delgadas.
- Los genitales aparecen bien diferenciados.
- Los glóbulos rojos se producen en el hígado.
- El tamaño de la cabeza corresponde casi a la mitad del tamaño del feto.
- Aparecen los brotes dentarios.

### Semanas 13 a 19
- El feto tiene una longitud cráneo-caudal de unas 3 pulgadas (8 cm). A veces, ya se puede ver el sexo del feto mirando los órganos externos en un ultrasonido.
- Comienza a crecer el cabello.
- En los fetos de sexo masculino, comienza a desarrollarse la próstata.
- En los fetos de sexo femenino, los ovarios empiezan a bajar del abdomen al área pélvica.
- Ya está formado el paladar.

### Semanas 20 a 23
- La piel cubre todo el cuerpo.

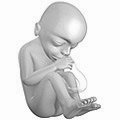
Feto de 18 semanas tras la fecundación

- Aparecen las cejas y las pestañas.
- Aparecen las uñas en pies y manos.
- El feto es más activo, con mayor desarrollo muscular.
- La madre puede sentir al feto moviéndose.
- Los latidos cardíacos fetales se pueden escuchar.

### Semana 24
- Las cejas y las pestañas están bien formadas.
- Todas las partes del ojo están desarrolladas.
- El feto presenta el reflejo prensil y de sobresalto.
- Se comienzan a formar las huellas de la piel plantar y de la piel palmar.
- Se forman los alvéolos pulmonares.

### Semanas 25 a 28
- Desarrollo rápido del cerebro.
- El sistema nervioso está lo suficientemente desarrollado para controlar algunas funciones corporales.
- Los párpados se abren y se cierran.
- El sistema respiratorio, aunque inmaduro, se ha desarrollado al punto de permitir el intercambio gaseoso.

### Semanas 29 a 32
- Se presenta un aumento rápido en la cantidad de grasa corporal.
- Se presentan movimientos respiratorios rítmicos, pero los pulmones no están totalmente maduros.
- Los huesos están completamente desarrollados, pero aún son blandos y flexibles.
- El cuerpo del feto comienza a almacenar hierro, calcio y fósforo.

### Semanas 33 a 36
- El lanugo comienza a desaparecer.
- Se presenta un aumento en la grasa corporal.
- Las uñas de las manos alcanzan las puntas de los dedos.

### Semanas 37 a 40

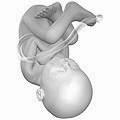
Feto de 38 semanas

- El lanugo desaparece excepto en la parte superior de los brazos y en los hombros.
- Las uñas de las manos se extienden más allá de las puntas de los dedos.
- Se presentan pequeñas yemas o brotes mamarios en ambos sexos.
- El cabello de la cabeza ahora es más grueso, más áspero y más graso.